# Heinz Memorial Chapel

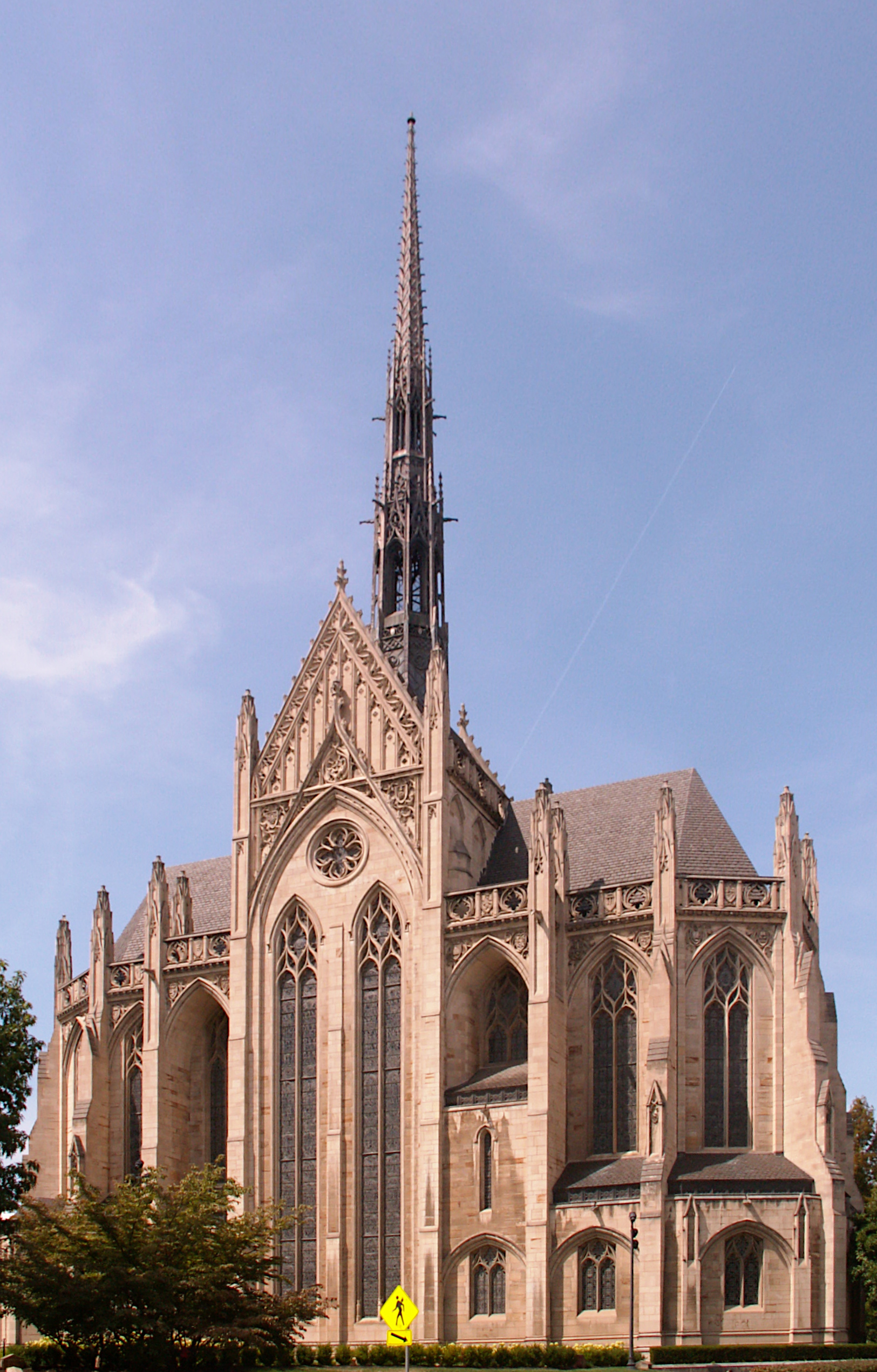
Die Heinz Memorial Chapel

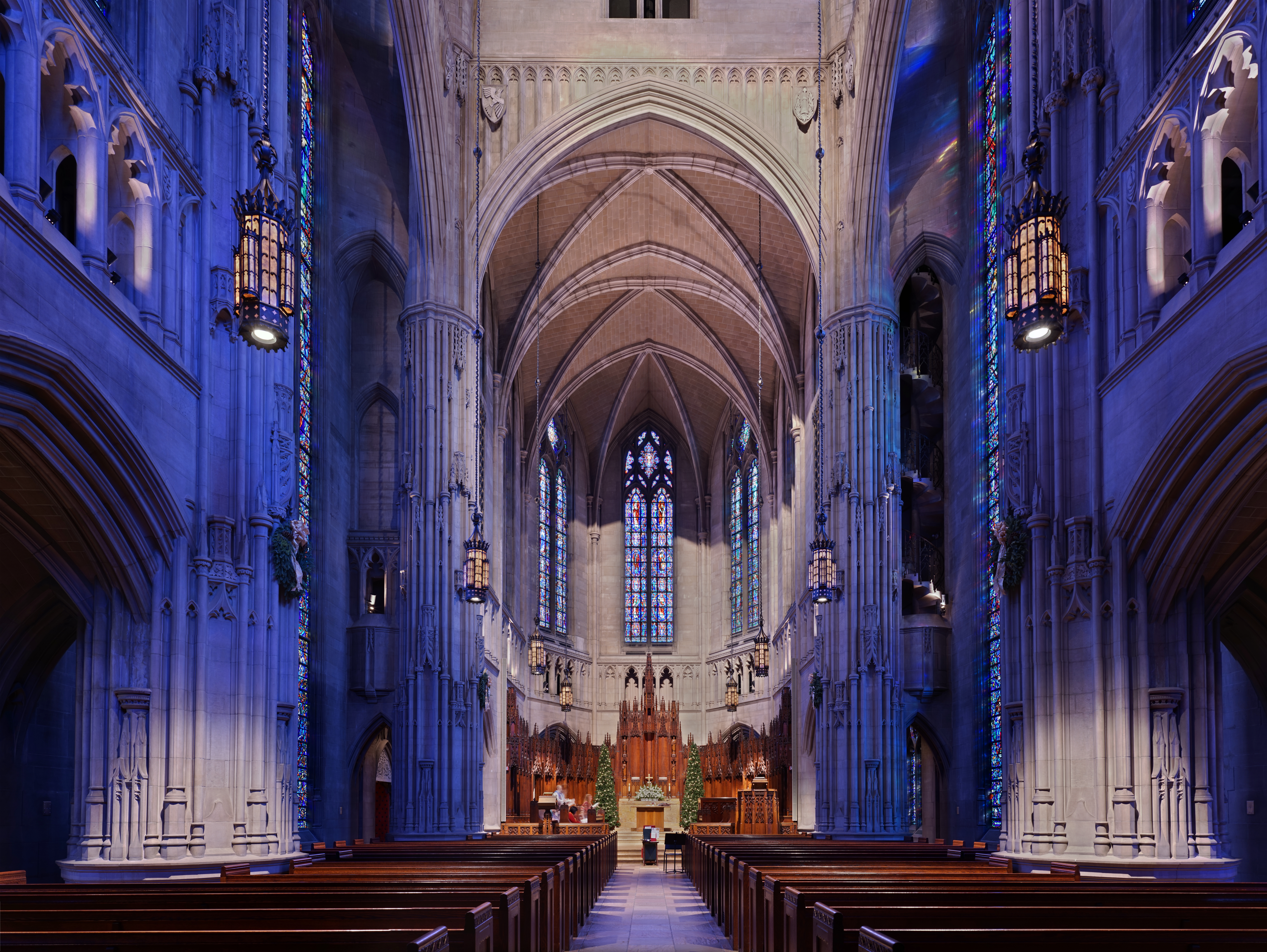
Inneres Richtung Chor

Die Heinz Memorial Chapel ist die Kapelle der University of Pittsburgh in Pittsburgh im US-amerikanischen Bundesstaat Pennsylvania. Die Kapelle erhielt ihren Namen als Andenken an die Mutter des Industriellen Henry John Heinz, dessen Söhne die Stiftung postum verwirklicht haben. Das Bauwerk ist seit 1983 als Teil des Schenley Farms Historic District in das National Register of Historic Places eingetragen. Die Kapelle befindet sich unmittelbar östlich der Cathedral of Learning.

## Geschichte
Der Entwurf der neugotischen Heinz Memorial Chapel basiert auf der nordfranzösischen Kathedralgotik und dem Vorbild der Sainte-Chapelle in Paris. Der Bau erfolgte nach Plänen des Architekten Charles Klauder, der auch die Cathedral of Learning entworfen hatte. Die Kapelle, die Cathedral of Learning sowie das benachbarte Stephen Foster Memorial sollten ein Gebäudeensemble bilden. Die Grundsteinlegung erfolgte trotz der Auswirkungen der Weltwirtschaftskrise im August 1933 und die Fundamentarbeiten begannen unmittelbar im Anschluss. Im darauffolgenden August waren bereits 95 Prozent der Kalksteinmauern errichtet. Die Kapelle wurde im Herbst 1938 fertiggestellt und im November eingeweiht. Sie wird über der Vierung durch einen Dachreiter bekrönt, der eine Höhe von 34,5 Meter erreicht.
Bei der Gestaltung der Buntglasfenster der Kapelle wurde ein umfangreiches Bildprogramm verwirklicht, das neben religiösen Motiven bedeutende historische Persönlichkeiten wie Abraham Lincoln, Florence Nightingale und Pocahontas sowie Künstler wie Ludwig van Beethoven und William Shakespeare darstellt. Als erste Orgel der Kapelle wurde 1938 ein Instrument der Aeolian-Skinner Company eingeweiht. Diese wurde 1969 durch ein Instrument der  M.P. Moller Pipe Organ Company ersetzt, die wiederum 1995 durch einen Neubau der Firma Reuter ersetzt wurde.